# Chandler Bing
Pour les articles homonymes, voir Bing.
 (octobre 2023).
Si vous disposez d'ouvrages ou d'articles de référence ou si vous connaissez des sites web de qualité traitant du thème abordé ici, merci de compléter l'article en donnant les références utiles à sa vérifiabilité et en les liant à la section « Notes et références ».
Chandler Muriel Bing est un des six personnages principaux de la série télévisée Friends. Il est interprété par Matthew Perry.
À l'université, il rencontre Ross Geller qui deviendra son meilleur ami. Ce dernier lui présente, lors du repas de Thanksgiving sa sœur Monica Geller et la meilleure amie de celle-ci, Rachel Green.
Il partage un appartement avec Joey Tribbiani, son autre meilleur ami, pendant les 5 premières saisons de la série. Lors de cette colocation, ils adoptent un coq et un canard. Il va avoir une aventure avec Monica Geller lors de l'un des mariages de Ross. Par la suite, ils vont tomber amoureux et se marier. Ils vont ensemble adopter deux enfants, Erica et Jack.

## Famille
Chandler Bing est né le 8 avril 1968.
Sa mère, Nora Tyler, est une romancière érotique. Libérée et irresponsable, elle ira même jusqu'à embrasser Ross. On apprend aussi que c'est elle qui a acheté les premiers préservatifs de Chandler. Son père, Helena Charles Bing, est drag queen. Elle se produit à Las Vegas, dans un spectacle nommé Viva Las Gaygas sous le nom de Helena Handbasket. Le couple divorce lorsque Chandler a 9 ans et le lui annonce le soir de Thanksgiving, ce qui l'a énormément marqué. Il est fils unique. On apprend notamment pendant les préparatifs de son mariage que celui-ci a des origines écossaises, ce que Monica lui reproche quand Ross prévoit de jouer de la cornemuse à l'événement, Chandler lui reproche à son tour, par mesure de défense, que son frère soit Ross.
Après plusieurs déboires amoureux, il finit par sortir avec Monica et, ce qui semblait au départ être une histoire d'un soir, a finalement abouti à un mariage. Le couple, ne pouvant pas avoir d'enfants, adopte des jumeaux, Erica (du nom de la mère porteuse) et Jack (du nom du père de Monica), qui naissent lors du dernier épisode de la série.

## Carrière
On n'a jamais réellement su dans quoi travaillait Chandler, bien que cela concerne la « reconfiguration de données » et la « facturation statistique ». C'est d'ailleurs un sujet de plaisanterie du groupe, et c'est également la question fatale (« quel est le métier de Chandler ? ») qui fera perdre aux filles leur appartement lorsqu'elles doivent l'échanger avec les garçons.
Par la suite et alors qu'il est marié à Monica, Chandler s'endormira lors d'une réunion et acceptera un poste à Tulsa (Oklahoma) sans le savoir. L'éloignement aura raison de Chandler qui préfèrera démissionner.
Il trouvera finalement un stage dans une agence de publicité et sera ensuite engagé en tant que concepteur-rédacteur junior.

## Caractère
Chandler est le blagueur de la bande. Ses nombreuses plaisanteries ne sont toutefois pas toujours bien accueillies par ses amis. Il va jusqu'à parier $50 qu'il peut tenir une semaine sans se moquer de quelqu'un, avant d'échouer.
Enfant (et adulte) perturbé, il se sert de l'humour comme "moyen de défense", comme l'a très bien analysé Roger, une conquête de Phoebe Buffay lors de la première saison. Cet humour, ainsi qu'une peur panique de s'engager dans une relation sérieuse, sont la conséquence du traumatisme lié au divorce de ses parents lorsqu'il avait 9 ans. C'est d'ailleurs à ce moment qu'il commence à fumer ; s'il parvient toujours à s'arrêter, il reprend lorsqu'un événement (comme la séparation de Ross et Rachel) lui rappelle le divorce de ses parents.
Mais il se révèle aussi très sensible et attentionné. Il s'avère même être très patient et compréhensif avec Monica et ses petits travers (notamment son obsession pour le ménage et son envie d'être la meilleure dans tous les domaines).
Très maladroit, il lui arrive d'exprimer ses pensées à voix haute ou de révéler des secrets. C'est lui qui va révéler à Rachel l'amour que Ross lui porte.
Depuis le Thanksgiving de sa neuvième année, lorsque ses parents lui ont annoncé leur divorce, Chandler déteste cette fête et refuse de la célébrer, se contentant d'un plat banal quand les autres se jettent sur la dinde de Monica.
Très généreux, il entretient financièrement son colocataire Joey pendant des années. Il se sent une responsabilité particulière envers lui, et va jusqu'à dire à Ross, au cours d'une dispute, que s'il venait à mourir, Ross n'aurait pas la garde de Joey. Monica et lui vont même jusqu'à lui offrir une chambre au sein de leur maison familiale.
Il est affublé d'un « troisième téton », qu'il se fait enlever après que cette particularité a fait fuir une petite amie potentielle (épisode 14 de la saison 3). Un de ses orteils est sectionné, à la suite d'un accident provoqué par Monica lors d'un Thanksgiving pendant leurs années étudiantes.

## Amours
Chandler n'a pas tellement de chance dans ce domaine. De prime abord, Chandler apparaît à chacun comme homosexuel, en raison d'un air précieux (« a quality ») (Chandler félicitera – ironiquement – ses amis pour la précision).
La première relation « importante » pour Chandler est avec Janice, il se remet régulièrement avec cette jeune femme particulièrement irritante avant de rompre (souvent avec la plus grande difficulté). Il finit toutefois par tomber amoureux d'elle, mais ils se séparent à nouveau après que Joey ait surpris Janice embrassant son ex-mari.
Après une nouvelle rupture avec Janice, il passe aussi une nuit avec une des sœurs de Joey à la suite d'une fête bien arrosée, ne se souvenant plus au matin de laquelle il s'agissait.
Par ailleurs, il a une relation avec Aurora, qui a déjà un mari et un amant. Il la quitte lorsque cette dernière prend un nouvel amant, ne pouvant supporter de la partager.
Il a également une relation avec une jeune femme en se faisant passer, grâce à une erreur de numéro téléphonique, pour un dénommé "Bob".
Il a une relation, avec Johanna, la patronne de Rachel, avec qui il souhaite ne pas poursuivre, ce que ne saisit pas la première et agace la seconde.
En accompagnant Joey chez un oto-rhino-laryngologiste (ORL), il rencontre une jeune femme avec qui il passe la nuit, mais il s'avère qu'elle parle en dormant.
Il tombe aussi amoureux de la petite amie de Joey, Katie. Ils s'embrassent, avant que Chandler ne le révèle à Joey. Ce dernier lui fait d'abord la tête avant de lui pardonner. Mais Chandler l'accuse de le tromper avec son partenaire de scène, Nick. Ses suppositions s'avèrent fausses, jusqu'à ce qu'ils rompent. Or après leur rupture, Katie couche vraiment avec Nick, ce qui met un terme définitif à leur relation.
En voyage à Londres, il noue une relation avec Monica. Les deux amants tentent de garder leur liaison secrète avant d'être tour à tour démasqués par Joey, Rachel, Phoebe puis Ross. Monica avoue à Rachel, alors que sa relation avec Chandler est encore secrète, que ce dernier est le meilleur amant qu'elle ait jamais eu.
Après avoir failli se marier à Las Vegas, ils emménagent ensemble dans l'appartement des filles au début de la saison 6 avant que Monica ne demande Chandler en mariage à la fin de la saison 6. Le mariage est célébré par Joey à la fin de la saison suivante. Ils adoptent des jumeaux dans le dernier épisode de la saison 10, un garçon, Jack et une fille, Erica, le nom de la mère porteuse des bébés.